# Đại học Georgetown
Viện Đại học Georgetown (tiếng anh: Georgetown University) là một viện đại học nghiên cứu tư thục tại thủ đô Washington, D.C. (Hoa Kỳ) được thành lập năm 1789 dưới hiến chương liên bang của Quốc hội Hoa Kỳ. Georgetown hiện có 11 trường đào tạo cử nhân và cao học, trong đó có Trường Dịch vụ Đối ngoại, Trường Kinh doanh, Trường Y và Trung tâm Luật. Nằm trên một ngọn đồi nhìn ra sông Potomac, khuôn viên chính của trường trải dài từ Hội trường Healy, một di tích lịch sử quốc gia. Với hơn 48 ngành học, trường hiện có 7.463 sinh viên bậc cử nhân và 11.542 sinh viên sau đại học đến từ 135 quốc gia.
Các cựu sinh viên của Georgetown bao gồm 2 tổng thống Hoa Kỳ, 14 nguyên thủ quốc gia (ngoài Mỹ), 2 chánh án Tòa án Tối cao Mỹ, 6 tỷ phú còn sống, 25 thống đốc tiểu bang Hoa Kỳ, 17 bộ trưởng trong Nội các Hoa Kỳ, 13 người đoạt giải Nobel, 429 học giả Fulbright (nhiều thứ 2 tại Mỹ sau Harvard), 27 học giả Rhodes, cũng như hoàng gia của hơn một chục quốc gia. Georgetown đứng thứ nhất tại Mỹ về số lượng sinh viên tốt nghiệp phục vụ trong Quốc hội và Bộ Ngoại giao Hoa Kỳ. Đây cũng là một trường trung chuyển hàng đầu cho  sự nghiệp trong lĩnh vực tư vấn, tài chính và ngân hàng đầu tư ở Phố Wall.
Georgetown được đánh giá là một trong những viện đại học hàng đầu tại Mỹ. Trường được phân loại vào nhóm "chọn lọc nhất" trong công tác tuyển sinh, với 27.650 ứng viên nhưng chỉ 11,7% được chấp nhận vào học khóa 2026, và là một trong 10 đại học có tỷ lệ trúng tuyển thấp nhất tại nước này. Georgetown hiện được xếp thứ 12 tại Hoa Kỳ theo các bảng xếp hạng của Wall Street Journal/Times Higher Education (THE), Niche và Academic Influence; thứ 20 theo Forbes; thứ 15 theo Washington Monthly; thứ 22 theo U.S. News & World Report; thứ 23 theo Quacquarelli Symonds (QS). Riêng trong lĩnh vực quan hệ quốc tế, Trường Dịch vụ Đối ngoại Georgetown được xếp thứ 1 toàn cầu theo bảng xếp hạng của Foreign Policy và thứ 1 tại Mỹ theo Niche.
Trường được xếp vào nhóm Đại học R1 (mức độ nghiên cứu rất cao) bởi Quỹ Carnegie. Georgetown là viện đại học đầu tiên tại Mỹ thành lập trường quan hệ quốc tế và trường đào tạo sau đại học. Georgetown cũng là tổ chức giáo dục đại học lâu đời nhất có liên kết với Công giáo và Dòng Tên (Jesuit) tại Hoa Kỳ. Tuy nhiên, trường luôn được quản lý độc lập với nhà thờ và phần lớn sinh viên Georgetown không theo đạo Thiên chúa.

## Lịch sử

### Thành lập
Một nhóm người Anh theo Dòng Tên thành lập tỉnh Maryland (nay là tiểu bang Maryland) vào năm 1634. Sự thất bại của phe Bảo hoàng trong Nội chiến Anh vào năm 1646 đã dẫn đến sự ra đời của nhiều luật lệ hà khắc. Các chính sách mới này bao gồm việc trục xuất các tu sĩ Công giáo La Mã và Dòng Tên ra khỏi thuộc địa Maryland và việc phá hủy các trường học của họ tại Trang viên Calverton. Mãi cho đến sau khi Cách mạng Mỹ kết thúc, kế hoạch tái thành lập một cơ sở giáo dục Công giáo lâu dài ở Hoa Kỳ mới được thực hiện.

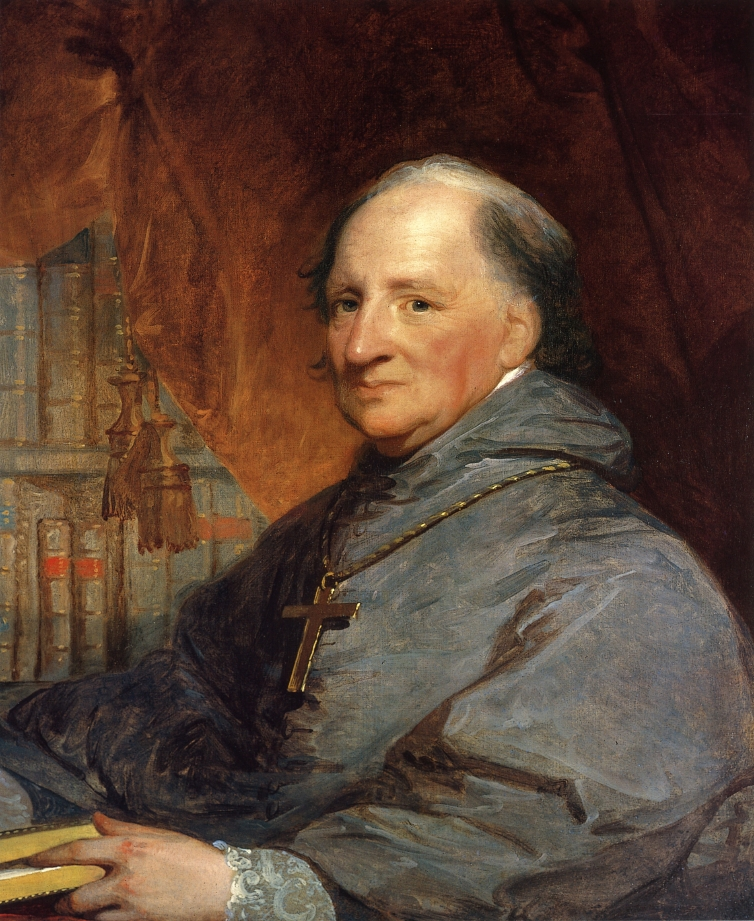
John Carroll là người sáng lập Đại học Georgetown.

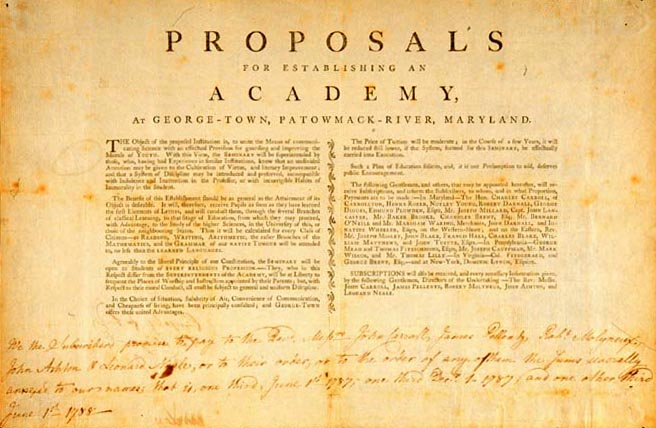
Dự thảo xây dựng Đại học Georgetown đã được thông qua vào năm 1787, ngay sau khi Cách mạng Mỹ thành công

Qua sự giới thiệu và tiến cử từ Benjamin Franklin, một trong những kiến quốc phụ của Hoa Kỳ, Giáo hoàng Piô VI đã bổ nhiệm tu sĩ Dòng Tên John Carroll làm Tổng giám mục đầu tiên của Giáo hội Công giáo La Mã ở Hoa Kỳ, mặc dù lúc này lệnh đàn áp của Giáo hoàng đối với Dòng Tên vẫn còn hiệu lực. Vào năm 1783, Carroll đã mời gọi và điều phối các giáo sĩ địa phương lên kế hoạch phát triển một trường đại học mới. Vào ngày 23 tháng 1 năm 1789, Carroll hoàn tất việc mua một khu đất tại Georgetown để xây dựng trường. William Gaston, người sau này trở thành Nghị sĩ Hoa Kỳ, trở thành sinh viên đầu tiên của trường vào ngày 22 tháng 11 năm 1791, và việc giảng dạy chính thức bắt đầu vào ngày 2 tháng 1 năm 1792.
Trong những năm đầu thành lập, Trường Đại học Georgetown gặp nhiều khó khăn về tài chính. Để quyên tiền cho Georgetown và các trường học khác, Dòng Tên Maryland đã tiến hành bán hàng loạt đất đai, đồn điền cũng như các nô lệ mà họ sử hữu vào năm 1838.
Tổng thống Hoa Kỳ James Madison vào năm 1815 đã ký thành luật hiến chương liên bang vốn đã được Quốc hội Hoa Kỳ thông qua trước đó, qua đó chính thức công nhận sự thành lập và điều lệ của Đại học Georgetown. Georgetown trở thành trường đại học đầu tiên tại Mỹ được thành lập dưới hiến chương liên bang. Năm 1844, trường nhận được giấy phép tổ chức dưới tên "Hiệu trưởng và Giám đốc của Trường Đại học Georgetown", trao thêm cho trường các quyền lợi pháp lý bổ sung.

### Mở rộng sau Nội chiến Hoa Kỳ

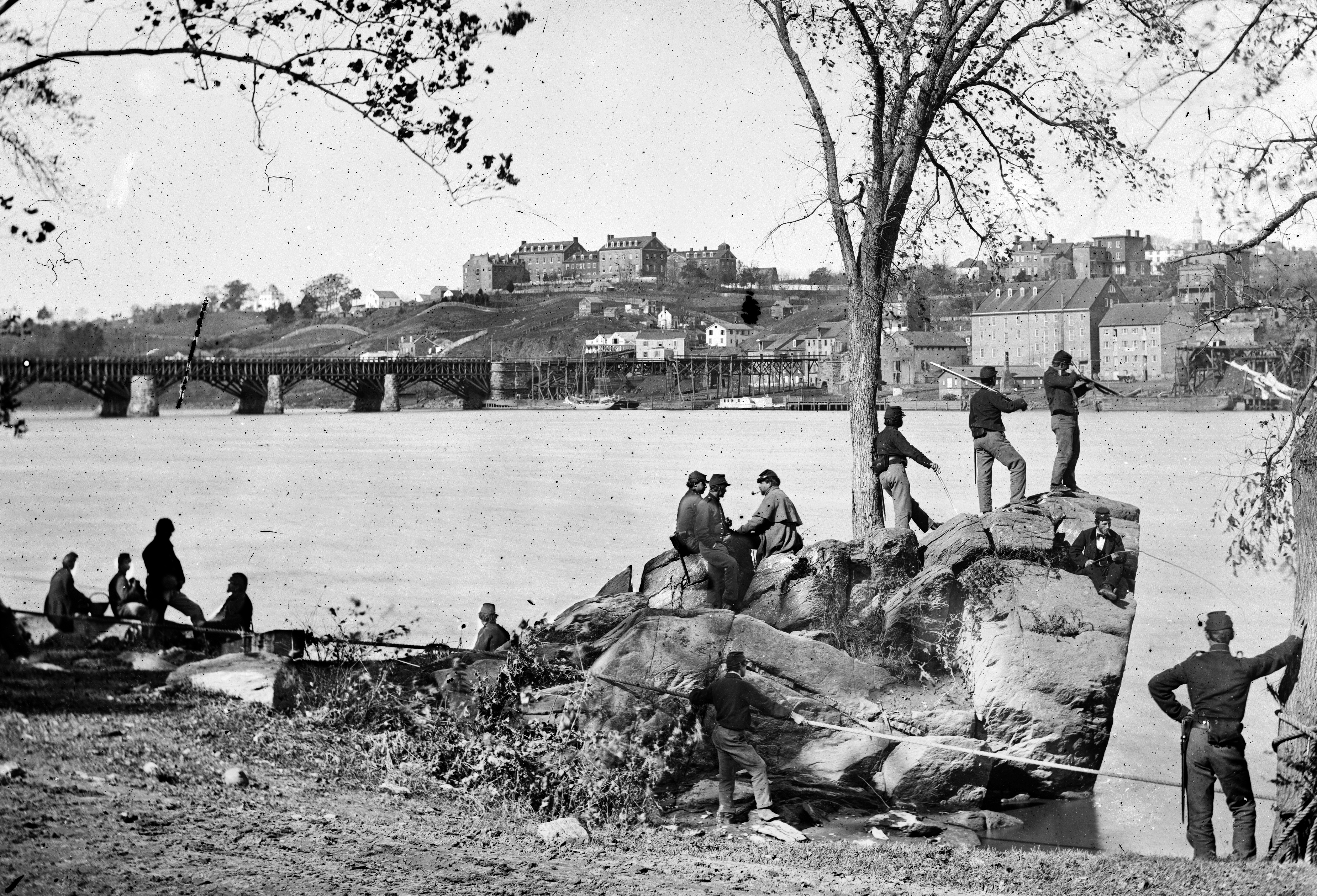
Binh sĩ Quân đội miền Bắc trên bờ sông Potomac nhìn ra hướng Đại học Georgetown vào năm 1861

Nội chiến Hoa Kỳ đã ảnh hưởng nghiêm trọng đến Georgetown bởi trường có hơn 1.141 sinh viên và cựu sinh viên phải nhập ngũ vào Quân đội Liên bang miền Bắc hoặc Quân đội Liên minh miền Nam. Chính các toà nhà của trường cũng bị Quân đội Liên bang miền Bắc chiếm đóng và sử dụng làm sở chỉ huy. Vào thời điểm Tổng thống Abraham Lincoln đến thăm khuôn viên trường vào tháng 5 năm 1861, có hơn 1.400 binh sĩ đang sống hoặc tạm trú tại trường.
Sau Nội chiến Mỹ, trường Georgetown đã sử dụng hai màu xanh lam (màu đồng phục của quân đội miền Bắc) và xám (màu đồng phục của quân đội miền Nam) làm màu chính thức của trường nhằm biểu thị sự đoàn kết và hòa bình giữa các sinh viên.

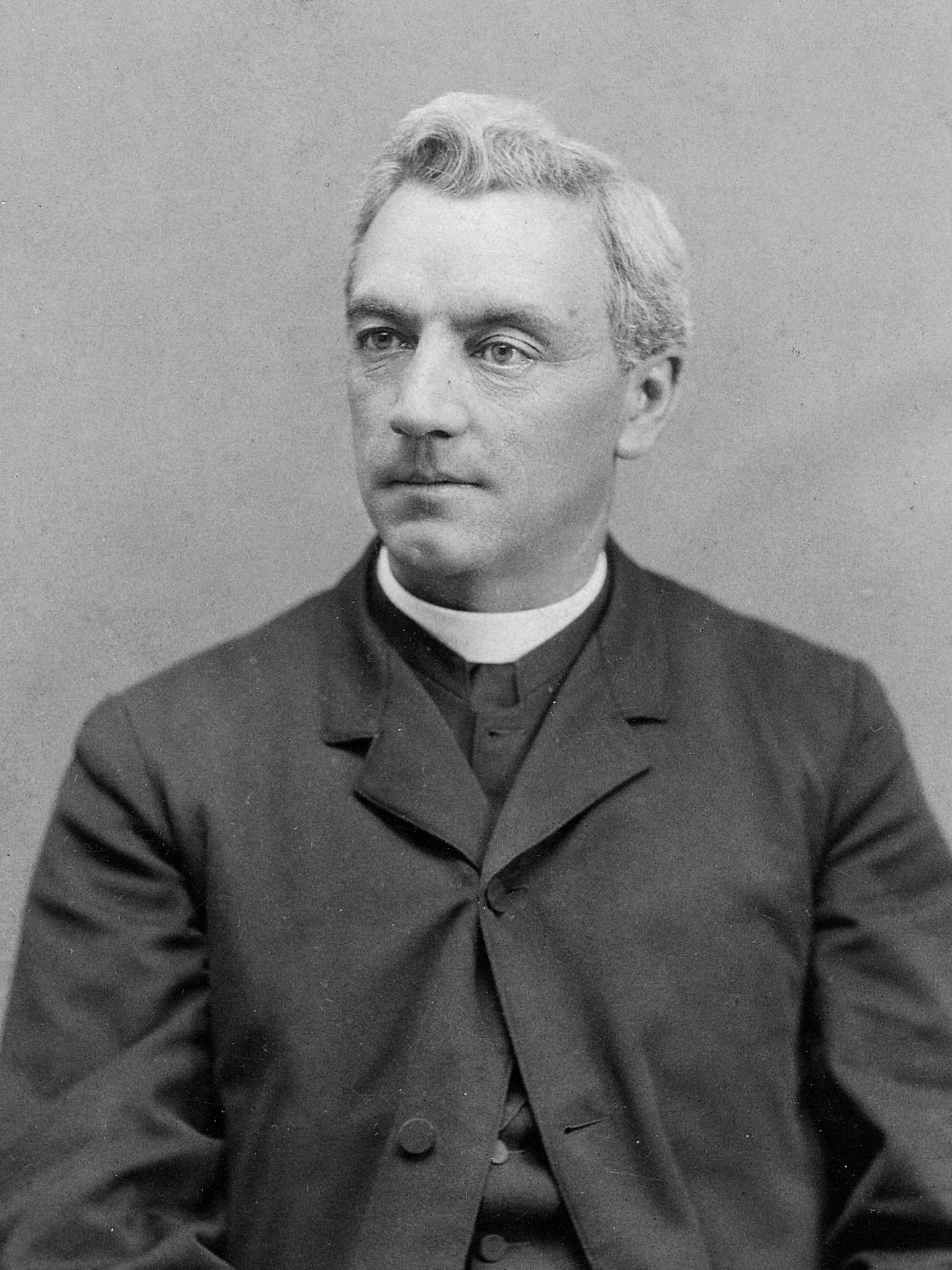
Patrick Francis Healy có công lớn trong việc đưa Georgetown trở thành một viện đại học hiện đại sau cuộc Nội chiến Hoa Kỳ. Ông là người Mỹ gốc Phi đầu tiên có học vị tiến sĩ, là giám mục da đen đầu tiên của Dòng tên và là hiệu trưởng đại học đầu tiên không phải người da trắng tại Hoa Kỳ.

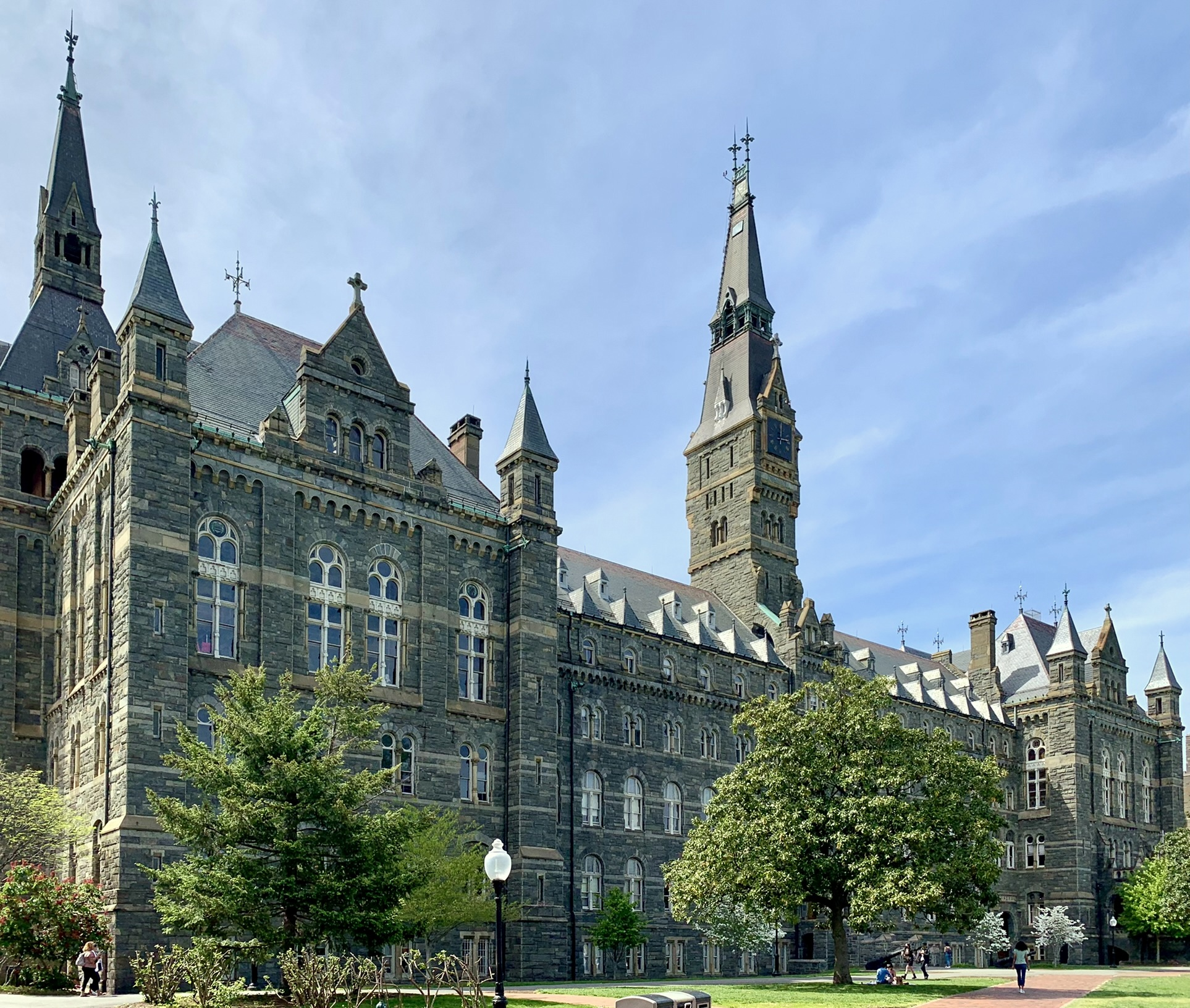
Hội trường Healy là nơi đặt các phòng học và văn phòng hiệu trưởng của Georgetown; nó được công nhận là một di tích lịch sử quốc gia của Hoa Kỳ.

Do số người thiệt mạng trong chiến tranh, số lượng tuyển sinh của trường đã rơi xuống mức rất thấp. Đơn cử như vào năm 1869, chỉ có bảy sinh viên tốt nghiệp so với hơn 300 sinh viên trong thập kỷ trước đó. Phải đến thời Patrick Francis Healy làm hiệu trưởng (1873-1881) thì số lượng sinh viên của trường mới dần ổn định và tăng trở lại. Là người đa chủng tộc, Healy là hiệu trưởng đầu tiên của một trường đại học tại Mỹ không phải là người da trắng. Ông có công cải cách chương trình giảng dạy đại học, kéo dài các chương trình y khoa và luật, đồng thời thành lập hiệp hội cựu sinh viên. Ông cũng cho xây dựng thêm một tòa nhà lớn mới, sau này đã được đặt tên là Hội trường Healy để vinh danh ông. Nhờ những thành tựu này, Healy được biết đến là "người sáng lập thứ hai" của trường.
Sau khi thành lập Khoa Luật vào năm 1870, Healy và những người kế nhiệm ông đã tập trung vào giáo dục sau đại học cũng như đẩy mạnh tổ chức các khoa chuyên nghiệp nhằm đưa Georgetown thành một viện đại học (university). Trường Y thành lập thêm Khoa Nha khoa vào năm 1901 và Khoa Điều dưỡng vào năm 1903. Nhằm tập trung cho giáo dục đại học, Trường Dự bị (tương đương bậc phổ thông trung học) bị chuyển khỏi khuôn viên chính của trường vào năm 1919 và sau đó được tách hoàn toàn khỏi Georgetown vào năm 1927. Trường Dịch vụ Đối ngoại (SFS) được thành lập vào năm 1919 bởi Edmund A. Walsh nhằm chuẩn bị cho sinh viên khả năng lãnh đạo trong ngoại giao và thương mại quốc tế. Trường Kinh doanh được tách khỏi Trường Dịch vụ Đối ngoại vào năm 1957.
Bên cạnh việc mở rộng trường, Georgetown còn hướng đến mở rộng nguồn lực và số lượng sinh viên. Trường Điều dưỡng bắt đầu tiếp nhận sinh viên nữ kể từ khi thành lập. Đến năm 1952, hầu hết các lớp tại Georgetown cho phép phụ nữ theo học với số lượng hạn chế. Đến năm 1969, Georgetown chính thức cho phép nam nữ học chung.

### Ngày nay
Năm 1975, Georgetown thành lập Trung tâm Nghiên cứu Ả Rập Đương đại với sự tài trợ từ chính phủ Hoa Kỳ, Ả Rập Saudi, Oman và Libya cũng như các tập đoàn Mỹ có lợi ích kinh doanh ở Trung Đông. Nhân dịp kỷ năm 200 năm thành lập trường, Georgetown đã bầu Leo J. O'Donovan làm tân hiệu trưởng. O'Donovan đã phát động Chiến dịch Thế kỷ thứ ba để xây dựng nguồn tài trợ cho trường. Vào tháng 12 năm 2003, Georgetown hoàn thành chiến dịch này sau khi huy động được hơn 1 tỷ đô la. Năm 2005, Georgetown nhận được món quà trị giá 20 triệu USD từ Hoàng gia Ả Rập Xê Út để mở rộng hoạt động của Trung tâm Nghiên cứu Hồi giáo-Cơ đốc giáo mang tên Hoàng tử Alwaleed Bin Talal.
Vào tháng 10 năm 2002, Georgetown bắt đầu nghiên cứu tính khả thi của việc mở một cơ sở tại Trung Đông sau khi Quỹ Qatar lần đầu tiên đề xuất ý tưởng này. Cơ sở Qatar của Georgetown chính thức mở cửa vào năm 2005 cùng với bốn trường đại học khác của Hoa Kỳ thuộc dự án Thành phố Giáo dục tại Doha, Qatar. Cùng năm đó, Georgetown bắt đầu tổ chức một hội thảo kéo dài hai tuần tại Trường Quan hệ Quốc tế và Công vụ của Đại học Phục Đán ở Thượng Hải, Trung Quốc. Đến năm 2008, Văn phòng liên lạc của Georgetown tại Phục Đán chính thức mở cửa.
John J. DeGioia, hiệu trưởng đầu tiên không có chức thánh trong Giáo hội, đã lãnh đạo trường kể từ năm 2001. DeGioia đã tiếp tục hiện đại hóa tài chính của trường và tìm cách "mở rộng cơ hội đối thoại liên văn hóa và liên tôn giáo." DeGioia cũng thành lập Hội thảo Building Bridges hàng năm để làm nơi quy tụ các nhà lãnh đạo tôn giáo toàn cầu và là một phần trong nỗ lực của Georgetown nhằm thúc đẩy chủ nghĩa đa nguyên tôn giáo. Trung tâm Tôn giáo, Hòa bình và Các vấn đề Thế giới Berkley được thành lập vào năm 2004 dưới sự tài trợ của William R. Berkley. Ngoài ra, Trung tâm Nghiên cứu Quốc tế và Khu vực được thành lập vào năm 2005 tại cơ sở Qatar của trường. Từ năm 2012 đến 2018, Georgetown đã nhận được hơn 350 triệu USD từ các quốc gia thuộc Hội đồng Hợp tác vùng Vịnh.

## Học thuật
| Tên trường                           | Năm thành lập |
| ------------------------------------ | ------------- |
| Trường Đại học Khoa học & Nghệ thuật | 1789          |
| Trường Cao học Khoa học & Nghệ thuật | 1820          |
| Trường Y Dược                        | 1851          |
| Trung tâm Luật                       | 1870          |
| Trường Điều dưỡng                    | 1903          |
| Trường Dịch vụ Đối ngoại             | 1919          |
| Trường Nha khoa (đã giải thể)        | 1951          |
| Trường Giáo dục Thường xuyên         | 1956          |
| Trường Kinh doanh                    | 1957          |
| Trường Ngôn ngữ học (đã giải thể)    | 1959          |
| Trường Georgetown tại Qatar          | 2005          |
| Trường Chính sách công               | 2013          |
| Tham khảo:                           |               |

Tính đến năm 2017, trường có 7.463 sinh viên đại học và 11.542 sinh viên sau đại học.
Đại học Georgetown cung cấp các chương trình cử nhân với hơn 48 chuyên ngành ở 5 trường khác nhau và tạo cơ hội cho sinh viên thiết kế các khóa học của mình. Tất cả các chuyên ngành tại Trường Đại học Nghệ thuật & Khoa học không chỉ cho phép sinh viên của trường đó theo học mà còn cho phép sinh viên từ các trường khác ghi danh, bao gồm Trường Điều dưỡng, Trường Y tế và Trường Kinh doanh. Học sinh tại Trường Dịch vụ Đối ngoại có thể hoàn thành các chứng chỉ chọn lọc bổ sung với trọng tâm về đối ngoại cũng như theo học một trong 12 ngôn ngữ mà trường giảng dạy. Tất cả các khóa học đều theo hệ thống tín chỉ. Georgetown cũng cung cấp nhiều cơ hội du học và khoảng một nửa số sinh viên đại học từng theo học tại một trường hoặc cơ sở ở nước ngoài, bao gồm cơ sở tại Qatar và Italy.
Các chương trình thạc sĩ và tiến sĩ được cung cấp thông qua Trường Cao học Khoa học & Nghệ thuật, Trung tâm Luật, Trường Y, Trường Chính sách Công McCourt và Trường Giáo dục Thường xuyên. Trường Kinh doanh McDonough và Trường Dịch vụ Đối ngoại Edmund A. Walsh đều cung cấp các chương trình thạc sĩ.

### Tuyển sinh và xếp hạng
Công tác tuyển sinh của Georgetown được U.S. News & World Report đánh giá là "chọn lọc nhất" với tỷ lệ trúng tuyển tổng thể của bậc đại học là 11,7% cho khóa 2025 và là một trong 10 đại học có tỷ lệ trúng tuyển thấp nhất tại nước này. Tính đến năm 2011, các trường sau đại học của Georgetown có tỷ lệ chấp nhận là 2,7% (Trường Y Dược), 12,9% (Trung tâm Luật), 16% (Thạc sĩ Quản trị Kinh doanh). 

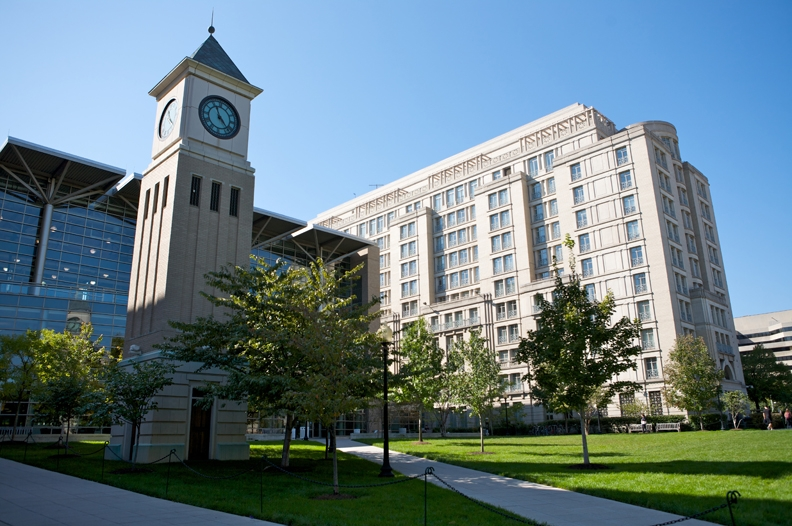
Khuôn viên trường Luật trên Đồi Capitol

Năm 2004, một nghiên cứu của Cục Nghiên cứu Kinh tế Quốc gia Hoa Kỳ cho thấy Georgetown là lựa chọn được ưa thích thứ 16 trong số các đại học tại Mỹ. Vào năm 2019, Georgetown được Forbes xếp hạng thứ 12 tại Mỹ. Vào năm 2020, Washington Monthly đã xếp Georgetown là đại học tốt thứ 8 tại Mỹ trong khi US News & World Report và Quacquarelli Symonds (QS) cũng xếp đây là viện đại học quốc gia tốt thứ 23. Bảng xếp hạng năm 2024 của Wall Street Journal/Times Higher Education (THE) đánh giá Georgetown là đại học tốt thứ 12 tại Mỹ. Niche và Academic Influence cũng xếp Georgetown ở vị trí #12 trong số các trường đại học tại nước này.
Trường Dịch vụ Đối ngoại nổi tiếng với các chương trình học thuật về các vấn đề quốc tế được xếp hạng cao trên các bảng xếp hạng của Foreign Policy (#1), Niche (#1) và U.S. News & World Report (#5). Trường Y Dược được xếp hạng thứ 53 về nghiên cứu và 105 về điều trị lâm sàng, trong khi Trường Kinh doanh McDonough xếp thứ 24 tại Mỹ theo Bloomberg và U.S. News & World Report; riêng về kinh doanh quốc tế, Georgetown đứng thứ 2 tại Mỹ. Trung tâm Luật Đại học Georgetown được xếp hạng thứ 14 tại Hoa Kỳ và thứ 12 trên thế giới, đồng thời đứng thứ nhất về đào tạo thực hành luật và thứ ba về luật quốc tế.

### Giảng viên
Tính đến năm 2017, Đại học Georgetown đã tuyển dụng 1.414 giảng viên toàn thời gian và 1.196 giảng viên bán thời gian tại 3 cơ sở ở Washington, D.C., và cơ sở Qatar. Giảng viên bao gồm các học giả hàng đầu và các nhà lãnh đạo chính trị và kinh doanh nổi tiếng. Tuy nhiên, hiện có sự bất đồng về tỷ lệ giới tính trong số đội ngũ giảng viên của trường, với tỷ lệ nam-nữ là hai đối một. Về mặt chính trị, các giảng viên của Đại học Georgetown hỗ trợ nhiều hơn cho các ứng cử viên theo chủ nghĩa tự do và đóng góp nhiều hơn mức trung bình cho chiến dịch tranh cử của các ứng viên thuộc Đảng Dân chủ như Barack Obama và John Kerry.

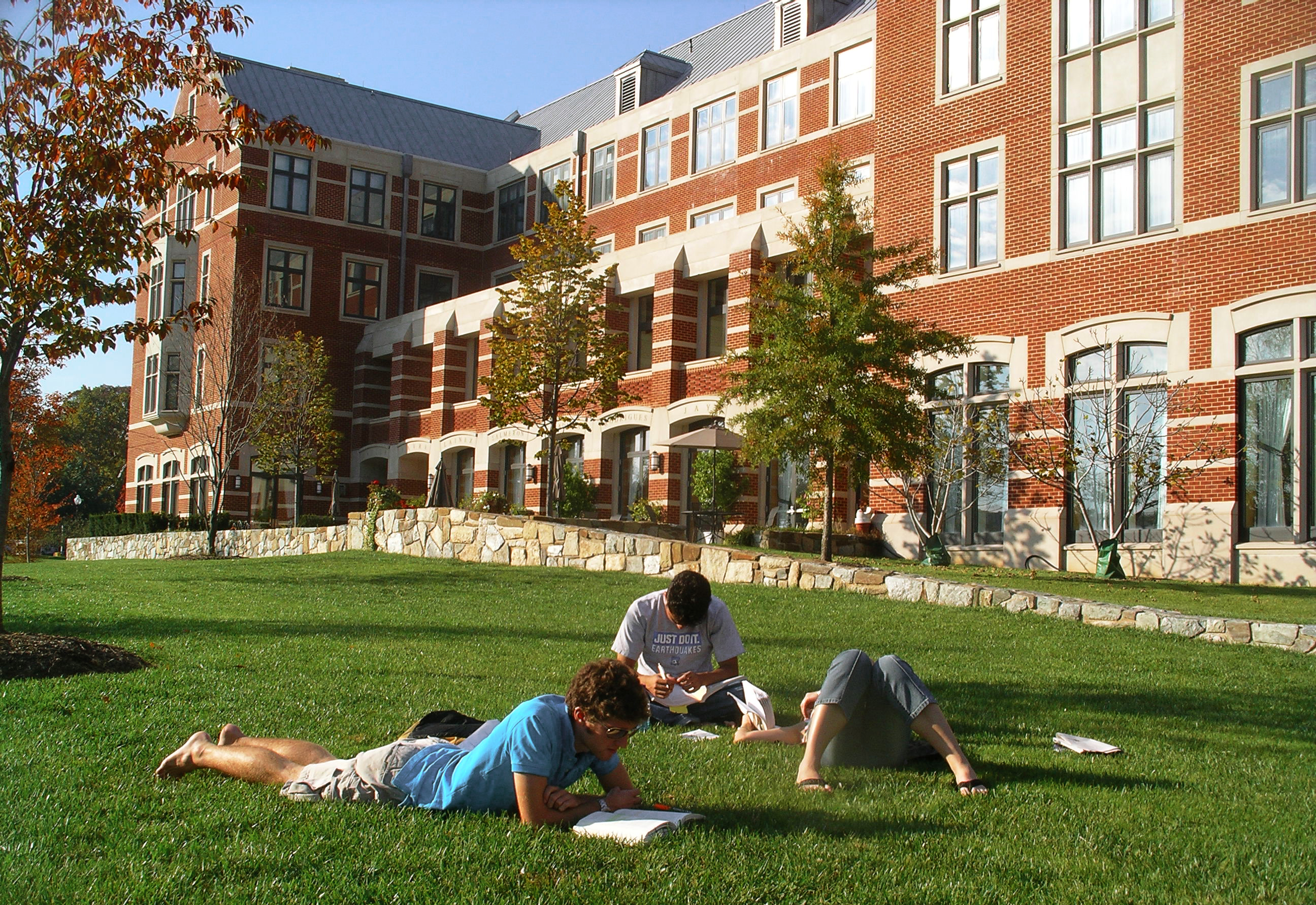
Học sinh học bên ngoài Hội trường Wolfington Jesuit Residence

Các giảng viên tại trường bao gồm cựu Chủ tịch Hiệp hội Ngữ văn Hoa Kỳ James J. O'Donnell, nhà thần học John Haught, nhà hoạt động xã hội Sam Marullo và Chai Feldblum, người đoạt giải Nobel George Akerlof, nhà văn và người ủng hộ nhân quyền Carolyn Forché, nhà phê bình văn học Maureen Corrigan, nhà ngôn ngữ học Deborah Tannen, triết gia kinh doanh Jason Brennan, và học giả hip-hop Michael Eric Dyson. Nhiều cựu chính trị gia cũng tham gia giảng dạy tại Georgetown, bao gồm cựu Ngoại trưởng Madeleine Albright và Henry Kissinger, cựu Đại sứ Hoa Kỳ tại Liên Hợp Quốc Jeane Kirkpatrick, cựu Giám đốc USAID Andrew Natsios, Cố vấn An ninh Quốc gia Anthony Lake và Giám đốc CIA George Tenet, các Thẩm phán và Chánh án Tòa án Tối cao như William J. Brennan, Jr., Antonin Scalia và John Roberts. Trên bình diện quốc tế, trường thu hút nhiều cựu đại sứ và nguyên thủ quốc gia, như Thủ tướng Tây Ban Nha José María Aznar, Hoàng tử Saudi Turki bin Faisal Al Saud, Tổng thống Costa Rica Laura Chinchilla và Tổng thống Colombia Álvaro Uribe.

### Nghiên cứu

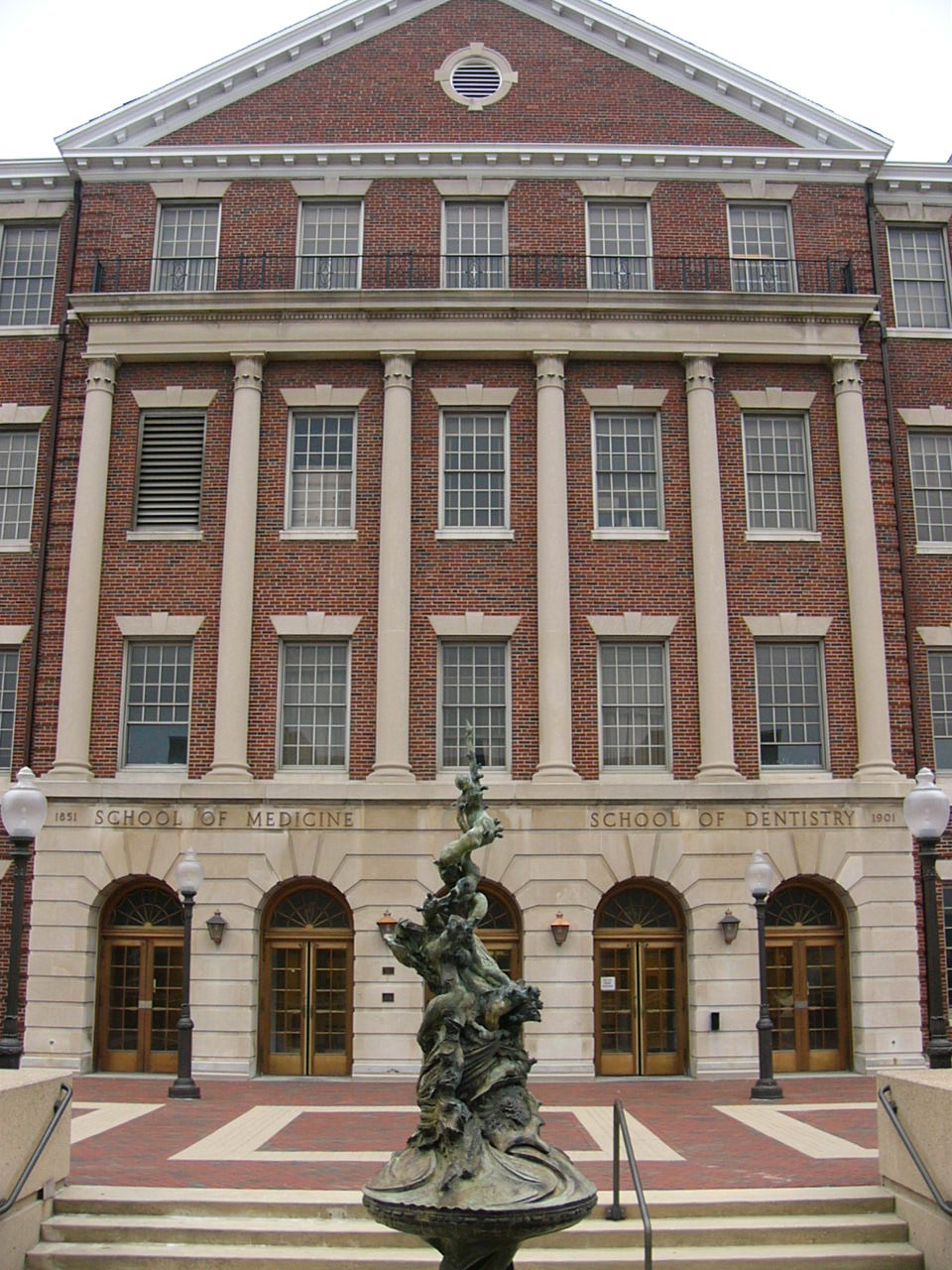
Trường Y Dược Georgetown có nhiều nghiên cứu được tài trợ bởi Chính phủ liên bang Hoa Kỳ

Đại học Georgetown được xếp vào nhóm "R1: Các trường đại học tiến sĩ – Hoạt động nghiên cứu rất cao". Tính đến năm 2014, năm thư viện của Georgetown lưu giữ hơn 3,5 triệu bản in, bao gồm 1,25 triệu sách điện tử. Ngoài ra, khuôn viên Trường Luật còn có thư viện luật lớn thứ năm tại Mỹ. Các phân khoa của Georgetown tiến hành nghiên cứu hàng trăm môn học, nhưng ưu tiên các lĩnh vực tôn giáo, đạo đức, khoa học, chính sách công và điều trị ung thư. Trường cũng tổ chức hợp tác nghiên cứu với Đại học Columbia và Đại học Bách khoa Virginia.
Năm 2019, Georgetown đã chi 240,9 triệu đô la cho nghiên cứu, xếp thứ 101 trên toàn quốc. Năm 2007, trường nhận được khoảng 14,8 triệu USD từ quỹ liên bang dành cho nghiên cứu, trong đó 64% từ Quỹ Khoa học Quốc gia, Viện Y tế Quốc gia, Bộ Năng lượng Hoa Kỳ và Bộ Quốc phòng. Năm 2010, trường đã nhận được 5,6 triệu đô la từ Bộ Giáo dục để tài trợ học bổng trong một số lĩnh vực nghiên cứu quốc tế. Trung tâm Ung thư Toàn diện Lombardi của Georgetown là một trong 41 trung tâm nghiên cứu chuyên sâu về ung thư toàn diện ở Hoa Kỳ và đã phát triển vắc-xin HPV đột phá cho bệnh ung thư cổ tử cung và công nghệ Tế bào tái lập trình có điều kiện (CRC).

## Cựu sinh viên

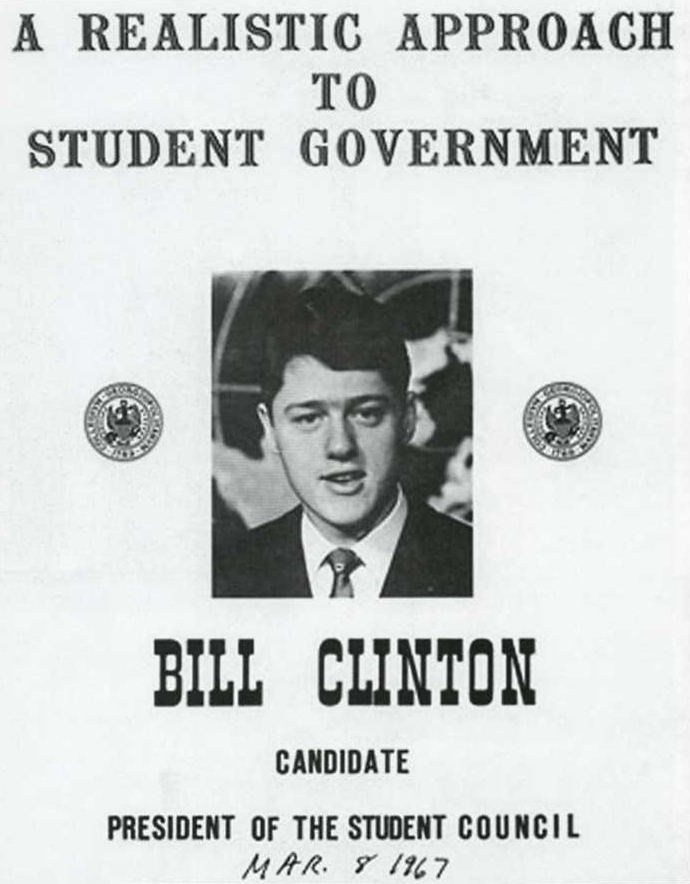
Tổng thống Bill Clinton (cựu sinh viên khoá 1968) từng tranh cử chức chủ tịch hội học sinh của trường.

Sinh viên tốt nghiệp Đại học Georgetown đạt nhiều thành công trong các lĩnh vực khác nhau và giữ vị trí lãnh đạo ở cả khu vực nhà nước và tư nhân. Ngay sau khi tốt nghiệp, khoảng 73% sinh viên có việc làm, trong khi số còn lại tiếp tục học lên cao học (theo số liệu năm 2017). Các cựu sinh viên Georgetown đã nhận được 28 học bổng Rhodes, 32 học bổng Marshall, 33 học bổng Truman, 15 học bổng Mitchell, và 12 học bổng Gates Cambridge. Georgetown là một trong những trường đào tạo ra nhiều Học giả Fulbright nhất tại Mỹ, với 429 học giả trong suốt lịch sử trường và đứng đầu nước này trong niên khóa 2019-2020. Georgetown được xếp hạng trong số 10 trường đại học hàng đầu tại Hoa Kỳ về thu nhập trung bình của sinh viên sau khi tốt nghiệp.
Quan hệ quốc tế và chính phủ là hai chuyên ngành phổ biến nhất tại Georgetown, và nhiều sinh viên theo đuổi sự nghiệp trong lĩnh vực chính trị. Cựu Tổng thống Hoa Kỳ Bill Clinton tốt nghiệp Trường Dịch vụ Đối ngoại năm 1968, trong khi Tổng thống Lyndon Baines Johnson từng theo học Trường Luật Georgetown vào năm 1934. 14 nguyên thủ quốc gia (ngoài Mỹ) từng học tại Georgetown, bao gồm Tổng thống Colombia Iván Duque Márquez, Tổng thống Costa Rica Laura Chinchilla, Thủ tướng Liban Saad Hariri, Tổng thống Philippines Gloria Macapagal Arroyo, Thủ tướng Bồ Đào Nha José Manuel Barroso, Tổng thống Litva Dalia Grybauskaitė, v.v. Nhiều thành viên hoàng gia cũng là cựu sinh viên trường này, bao gồm Vua Felipe VI của Tây Ban Nha, Vua Abdullah II của Jordan và con trai ông Thái tử Hussein bin Abdullah, Hoàng tử Ả Rập Xê Út Turki bin Faisal Al Saud, Phó vương Qatar Abdullah bin Hamad bin Khalifa Al Thani.
Georgetown sản sinh ra nhiều nhà ngoại giao hơn bất kỳ trường đại học nào khác tại Mỹ. Các cựu sinh viên Georgetown, đặc biệt là cựu sinh viên của Trường Dịch vụ Đối ngoại, đã giữ chức bộ trưởng ngoại giao tại nhiều quốc gia, bao gồm Hoa Kỳ (Alexander Haig), Trung Quốc (Vương Nghị), Đài Loan (David Lin), Nhật Bản (Taro Kono), Thái Lan (Kasit Piromya), Iran (Sadegh Ghotbzadeh), Palestine (Ziad Abu Amr), Ả Rập Xê Út (Adel al-Jubeir), Jordan (Nasser Judeh), Panama (Samuel Lewis Navarro), Costa Rica (Bruno Stagno Ugarte), ASEAN (Ong Keng Yong), v.v. Nhiều cựu sinh viên là nghị sĩ trong Quốc hội Hoa Kỳ, bao gồm cựu Chủ tịch Thượng viện tạm quyền Patrick Leahy, cựu Chủ tịch Hạ viện William Brockman Bankhead, và nhiều lãnh đạo của cả phe đa số và thiểu số trong lưỡng viện. 25 thống đốc tiểu bang Hoa Kỳ và 2 Chánh án Tối cao Pháp viện Hoa Kỳ từng học tại trường này. Nhiều cựu sinh viên cũng giữ các vị trí lãnh đạo trong quân đội và an ninh, chẳng hạn như cựu Giám đốc CIA George Tenet, cựu Bộ trưởng Quốc phòng Robert Gates, cựu Cố vấn An ninh Quốc gia Tướng James L. Jones, và cựu Chủ tịch Hội đồng Tham mưu trưởng Liên quân Tướng Joseph Dunford.

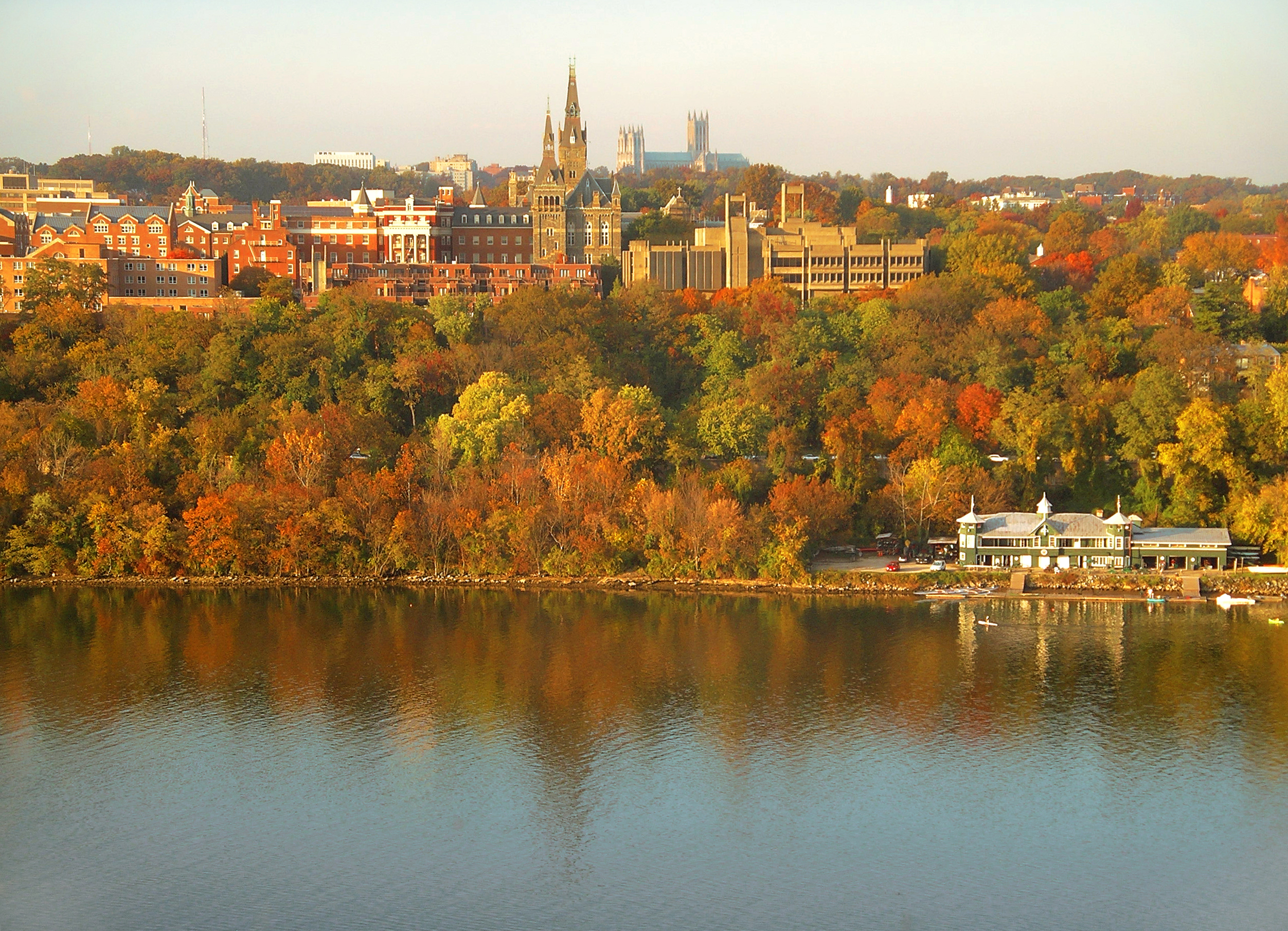
Đại học Georgetown nhìn ra bờ sông Potomac vào mùa thu

Kinh tế và tài chính là các chuyên ngành phổ biến thứ ba và thứ tư tại trường. Gần một phần tư sinh viên làm việc tại các công ty tư vấn hoặc dịch vụ tài chính sau khi tốt nghiệp. Georgetown nằm trong số mười trường đại học hàng đầu tại Mỹ về số lượng cựu sinh viên làm việc tại Phố Wall (tính đến tháng 6 năm 2020) theo khảo sát dữ liệu của LinkedIn. Các công ty tuyển dụng nhiều sinh viên Georgetown nhất bao gồm Deloitte, Oracle, PwC và Citigroup; chính CEO của Citigroup là Charles Prince tốt nghiệp từ ngôi trường này. Chủ tịch Ngân hàng Thế giới David Malpass, Chủ tịch Cục Dự trữ Liên bang Mỹ Jerome Powell, Giám đốc điều hành Credit Suisse Michael J. Mauboussin, Giám đốc điều hành J.P. Morgan Chase Mary Callahan Erdoes, Phó chủ tịch Trump Organization Ivanka Trump và Eric Trump, Chủ tịch EY Mark Weinberger, Giám đốc tài chính Meta Platforms (Facebook) David Wehner, v.v. đều theo học tại Georgetown. Các cựu sinh viên Georgetown sở hữu nhiều đội thể thao nhất trong số các đại học tại Bắc Mỹ, nổi bật nhất là đội bóng rổ Los Angeles Dodgers của Frank McCourt, đội khúc côn cầu Washington Capitals của Ted Leonsis và giải bóng bầu dục Mỹ United Football League của Paul Pelosi.